# Denis Leary
Denis Colin Leary (Worcester, 18 de agosto de 1957) é um ator, comediante, dublador, escritor e diretor norte-americano, de origem irlandesa. É conhecido por ser o protagonista e co-criador da série Rescue Me e por dar voz ao tigre Diego da franquia Ice Age e a Francis, a joaninha macho de A Bug's Life.
Leary também teve papéis de destaque em filmes como Demolition Man, Operation Dumbo Drop, The Amazing Spider-Man e Draft Day.

## Vida pessoal
Leary é casado com a autora Ann Lembeck Leary desde 1989. Eles se conheceram quando ele era  
instrutor dela em uma aula de inglês no Emerson College. Eles têm dois filhos, o filho John Joseph "Jack" (nascido em 1990) e a filha Devin (nascida em 1992). Ann Leary publicou um livro de memórias, An Innocent, Broad, sobre o nascimento prematuro de seu filho durante uma visita a Londres. Ela também escreveu um romance, Outtakes From a Marriage, publicado em 2008. Seu segundo romance, The Good House, foi publicado em 2013. 
Leary é um fã de hóquei no gelo e tem uma pista no quintal de sua casa em Roxbury, Connecticut. Ele é fã do Boston Bruins e do Boston Red Sox, além dos Green Bay Packers.
Leary atualmente mora na cidade de Nova York. Ele se declara católico e afirmou ser um "democrata ao melhor estilo Jack Kennedy" com algumas ideologias conservadoras, incluindo apoio às forças armadas.

## Leary Firefighters Foundation
Em 3 de dezembro de 1999, seis bombeiros da cidade natal de Leary, Worcester, foram mortos no incêndio do "Worcester Cold Storage Warehouse". Entre os mortos estavam Jerry Lucey, primo de Leary e seu amigo de infância, tenente Tommy Spencer. Em resposta, o comediante fundou a Leary Firefighters Foundation. Desde sua criação, no ano de 2000, a fundação distribuiu mais de US$ 2,5 milhõespara os bombeiros nas áreas de Worcester, Boston e Nova York para equipamentos, materiais de treinamento, novos veículos e novas instalações. Leary ganhou US$ 125.000 pela fundação no game show Quem Quer Ser Milionário?. 

## Controvérsias
Por muitos anos, Leary era amigo do comediante Bill Hicks. Mas quando o álbum de comédia No Cure for Cancer de Leary foi lançado, ele  foi acusado de roubar o material de Hicks, e a amizade terminou abruptamente.
Em uma parte de seu livro Why We Suck: A Feel Good Guide to Staying Fat, Loud, Lazy and Stupid (2008), Leary criticou o autismo, afirmando que era só uma desculpa para mães desatentas e pais competitivos explicarem o porquê seus filhos não terem capacidades acadêmicas, referinfo-se as crianças autistas como estúpidas e preguiçosas. Após a polêmica repercutir, Leary foi criticado por diversos pais, mas afirmou que a citação foi tirada de contexto e que, naquele parágrafo, ele estava se referindo a tendência de super-diagnóstico injustificado do autismo. Mais tarde, Leary pediu desculpas aos pais de crianças autistas que ele havia ofendido.

## Filmografia
- 1987 - Long Walk to Forever
- 1991 - Strictly Business
- 1993 - The Sandlot
- 1993 - Who's the Man?
- 1993 - Demolition Man
- 1993 - Loaded Weapon 1
- 1993 - Judgment Night
- 1994 - The Ref
- 1994 - Gunmen
- 1994 - Natural Born Killers
- 1995 - National Lampoon's Favorite Deadly Sins
- 1995 - Operation Dumbo Drop
- 1995 - The Neon Bible
- 1996 - Underworld
- 1996 - Two If by Sea
- 1997 - The Second Civil War
- 1997 - Love Walked In
- 1997 - Subway Stories
- 1997 - Wag the Dog
- 1997 - Suicide Kings
- 1997 - The Real Blonde
- 1997 - The Matchmaker
- 1998 - Monument Ave.
- 1998 - Wide Awake
- 1998 - Small Soldiers
- 1998 - A Bug's Life (voz)
- 1999 - True Crime
- 1999 - Jesus' Son
- 1999 - Do Not Disturb
- 1999 - The Thomas Crown Affair
- 2000 - Sand
- 2000 - Lakeboat
- 2000 - Company Man
- 2001 - Double Whammy
- 2001 - Final
- 2001 - Blow
- 2002 - Dawg
- 2002 - Ice Age (voz)
- 2002 - The Secret Lives of Dentists
- 2003 - When Stand Up Stood Out (documentário)
- 2003 - The Curse of the Bambino (documentário)
- 2003 - Reverse of the Curse of the Bambino (documentário)
- 2006 - Ice Age: The Meltdown (voz)
- 2007 - Death Sentence
- 2008 - Recount
- 2009 - Ice Age: Dawn of the Dinosaurs (voz)
- 2012 - The Amazing Spider-Man
- 2012 - Ice Age: Continental Drift (voz)
- 2014 - Draft Day
- 2014 - The Amazing Spider-Man 2
- 2015 - Freaks of Nature
- 2016 - Ice Age: Collision Course (voz)

## Discografia
- 1993: No Cure for Cancer
- 1993: "Asshole"
- 1997: Lock 'n Load
- 2004: Merry F#%$in' Christmas
- 2009: "At the Rehab"
- 2011: "Douchebag"
- 2012: "Kiss My Ass"